# Repräsentantenhaus von Puerto Rico
Das Repräsentantenhaus von Puerto Rico (span.: Cámara de Representantes de Puerto Rico, engl.: House of Representatives of Puerto Rico) ist das Unterhaus des Zwei-Kammer-Parlaments des Außengebietes der Vereinigten Staaten Puerto Rico. Das Repräsentantenhaus bildet gemeinsam mit dem Senat von Puerto Rico die Legislativversammlung (Asamblea Legislativa de Puerto Rico), die gesetzgebende Gewalt von Puerto Rico.

## Geschichte des Repräsentantenhauses
Das Repräsentantenhaus ist das älteste gesetzgebende Organ in Puerto Rico. Seine Anfänge gehen auf den 25. November 1897 zurück, als die kurzlebige Autonomiecharta (Carta Autónomica), die der Insel vom damaligen spanischen Regime verliehen wurde, die Bildung eines Repräsentantenhauses mit 32 Mitgliedern vorsah, die vollständig vom puerto-ricanischen Volk gewählt wurden, wobei die Insel in acht Wahlbezirke unterteilt war. Dieser Kammer wurde ein Verwaltungs- oder Exekutivrat (Consejo de Administración) mit 15 Mitgliedern hinzugefügt, von denen acht von einem Compromisarios-Kollegium gewählt wurden und die restlichen sieben vom Generalgouverneur im Namen des Königs ernannt wurden. Das Abgeordnetenhaus und der Verwaltungsrat hatten die gleichen gesetzgeberischen Befugnisse. Es stellte sich also heraus, dass das, was als erstes Parlament Puerto Ricos bezeichnet werden könnte, nicht vollständig vom Volk gewählt wurde.
Am 25. Juli 1898, genau acht Monate nach Inkrafttreten der Regelungen für das Repräsentantenhaus, trafen amerikanische Truppen in Puerto Rico ein und am darauffolgenden 18. Oktober begann die Souveränität der Vereinigten Staaten von Amerika über Puerto Rico. Am 12. April 1900 – nach einer kurzen Zeit der Militärherrschaft – genehmigte der Kongress die erste Zivilregierung von Puerto Rico: das nach dem US-Senator Joseph B. Foraker benannte Foraker-Gesetz (Foraker Act), sah ab dem 1. April folgendes vor: Im Mai 1900 wurde ein Zivilgouverneur für die Insel ernannt, eine gesetzgebende Versammlung bestehend aus einem Delegiertenhaus mit 35 Mitgliedern, die vollständig von Puertoricanern gewählt wurden, und ein Exekutivrat mit elf Mitgliedern, die alle vom Präsidenten der Vereinigten Staaten ernannt wurden, eingerichtet. Von den elf Mitgliedern dieses Rates (der eine Art Oberhaus war) hatten sechs Positionen im Gouverneurskabinett inne, was offensichtlich eine Abweichung von der demokratischen Trennung der Exekutive, Legislative und Judikative darstellte. Die Zusammensetzung der Legislative bestand in dieser Form bis 1917. 
Am 2. März 1917 genehmigte US-Präsident Woodrow Wilson mit seiner Unterschrift das Jones–Shafroth-Gesetz (Jones–Shafroth Act), ein vom Kongressabgeordneten William Atkinson Jones und vom US-Senator John F. Shafroth eingereichter Entwurf für ein nach diesen benanntes Kongressgesetz, das eine Verfassung für die Insel vorsah. Die erste echte Legislative wurde durch die Einrichtung eines Repräsentantenhauses mit 39 Mitgliedern und eines Senats mit 19 Mitgliedern aufgeteilt, die alle direkt von den Wählern der Insel in sieben Senatsbezirken und 35 Bezirken für das Repräsentantenhaus gewählt wurden.
Mit der Genehmigung des Gesetzes 81-600 (Puerto Rico Federal Relations Act of 1950) durch den Kongress der Vereinigten Staaten im Juli 1950 wurde die Insel in acht Senatsbezirke und 40 Bezirke für das Repräsentantenhaus aufgeteilt, die bis heute in Kraft sind. Die Exekutive wurde weiterhin von einem Gouverneur geleitet, der alle vier Jahre von der puerto-ricanischen Wählerschaft gewählt wurde, wie dies seit 1948 der Fall ist. Elf Mitglieder jedes Hauses werden nicht in einem bestimmten Wahlkreis, sondern „at-Large“ (Acumulación) für die Insel gewählt. Alle Mitglieder werden für eine Amtszeit von vier Jahren ohne Amtszeitbeschränkung gewählt.

## Zusammensetzung
Das derzeitige Repräsentantenhaus besteht aus 51 Vertretern in fünf Fraktionen. Die höchste Zahl an Delegationen in der Geschichte dieses Gremiums. Derzeitige sind nach den letzten Wahlen vom 3. November 2020:
| Name                               | Partei                                       | Wahlkreis                                                              | Funktion                                        |
| ---------------------------------- | -------------------------------------------- | ---------------------------------------------------------------------- | ----------------------------------------------- |
| Rafael „Tatito“ Hernández Montañez | PPD                                          | Distrito: 11 - Dorado, Vega Alta y Vega Baja                           | Sprecher des Repräsentantenhauses               |
| José „Conny“ Varela                | PPD                                          | Distrito: 32 - Caguas                                                  | Vizesprecher des Repräsentantenhauses           |
| Lydia Méndez Silva                 | PPD                                          | Distrito: 21 - Lajas, Guánica, Sabana Grande, Maricao y Yauco          | Vizesprecherin des Repräsentantenhauses         |
| Angel N. Matos García              | PPD                                          | Distrito: 40 - Carolina                                                | Vorsitzender der PPD-Fraktion, Mehrheitsführer  |
| Roberto Rivera Ruiz de Porras      | PPD                                          | Distrito: 39 - Carolina y Trujillo Alto                                | Stellvertretender Vorsitzender der PPD-Fraktion |
| Jesús Santa Rodríguez              | PPD                                          | Distrito: 31 - Caguas y Gurabo                                         |                                                 |
| Jesús Manuel Ortiz González        | PPD                                          | Distrito: Acumulación                                                  |                                                 |
| Luis R. Ortiz Lugo                 | PPD                                          | Distrito: 30 - Salinas, Arroyo y Guayama                               |                                                 |
| Deborah Soto Arroyo                | Distrito: 10 - Toa Baja                      |                                                                        |                                                 |
| Edgardo Feliciano Sánchez          | PPD                                          | Distrito: 12 - Morovis, Manatí y Vega Baja                             |                                                 |
| Eladio J. Cardona Quiles           | PPD                                          | Distrito: 16 - Isabela, San Sebastián y Las Marías                     |                                                 |
| Jessie Cortés Ramos                | PPD                                          | Distrito: 18 - Moca, Aguada, Rincón, Añasco y Mayagüez                 |                                                 |
| Jocelyne M. Rodríguez Negrón       | PPD                                          | Distrito: 19 - Mayaguez y San Germán                                   |                                                 |
| Joel Sánchez Ayala                 | PPD                                          | Distrito: 20 - Cabo Rojo, Hormigueros y San Germán                     |                                                 |
| Jorge A. Rivera Segarra            | PPD                                          | Distrito: 22 - Lares, Utuado, Adjuntas y Jayuya                        |                                                 |
| José H. Rivera Madera              | PPD                                          | Distrito: 23 - Yauco, Guayanilla, Peñuelas y Ponce                     |                                                 |
| Ángel A. Fourquet Cordero          | PPD                                          | Distrito: 24 - Ponce                                                   |                                                 |
| Domingo J. Torres García           | PPD                                          | Distrito: 25 - Jayuya, Ponce y Juana Díaz                              |                                                 |
| Jesús Hernández Arroyo             | PPD                                          | Distrito: 26 - Villalba, Barranquitas, Orocovis y Coamo                |                                                 |
| Estrella Martínez Soto             | PPD                                          | Distrito: 27 - Aibonito, Coamo, Juana Diaz, Santa Isabel y Salinas     |                                                 |
| Juan J. Santiago Nieves            | PPD                                          | Distrito: 28 - Barranquitas, Corozal, Naranjito y Comerío              |                                                 |
| Gretchen Hau                       | PPD                                          | Distrito: 29 - Cidra y Cayey                                           |                                                 |
| Sol Y. Higgins Cuadrado            | PPD                                          | Distrito: 35 - Las Piedras, Humacao y Naguabo                          |                                                 |
| Ramón L. Cruz Burgos               | PPD                                          | Distrito: 34 - Yabucoa, Maunabo, Patillas y San Lorenzo                |                                                 |
| Héctor E. Ferrer Santiago          | PPD                                          | Distrito: Acumulación                                                  |                                                 |
| Carlos “Johnny” Méndez Núñez       | PNP                                          | Distrito: 36 - Culebra, Vieques, Río Grande, Fajardo, Ceiba y Luquillo | Vorsitzender der PNP-Fraktion                   |
| Gabriel Rodríguez Aguiló           | PNP                                          | Distrito: 13 - Manatí, Ciales, Florida, Barceloneta y Arecibo          | Stellvertretender Vorsitzender der PNP-Fraktion |
| Ángel Morey Noble                  | PNP                                          | Distrito: 6 - Guaynabo, Cataño y Bayamón                               |                                                 |
| José O. González Mercado           | PNP                                          | Distrito: 14 - Arecibo y Hatillo                                       |                                                 |
| Eddie Charbonier Chinea            | PNP                                          | Distrito: 1 - San Juan                                                 |                                                 |
| José Hernández Concepción          | PNP                                          | Distrito: 3 - San Juan                                                 |                                                 |
| Víctor L. Parés Otero              | PNP                                          | Distrito: 4 - San Juan                                                 |                                                 |
| Jorge Navarro Suárez               | PNP                                          | Distrito: 5 - Aguas Buenas, San Juan y Guaynabo                        |                                                 |
| Luis Pérez Ortiz                   | PNP                                          | Distrito: 7 - Bayamón                                                  |                                                 |
| Yashira Lebrón Rodríguez           | PNP                                          | Distrito: 8 - Bayamón                                                  |                                                 |
| Er Yazzer Morales Díaz             | PNP                                          | Distrito: 9 - Bayamón y Toa Alta                                       |                                                 |
| Joel I. Franqui Atiles             | Distrito: 15 - Hatillo, Camuy y Quebradillas |                                                                        |                                                 |
| Wilson J. Román López              | PNP                                          | Distrito: 17 - Aguadilla y Moca                                        |                                                 |
| Ángel R. Peña Ramírez              | PNP                                          | Distrito: 33 - San Lorenzo, Juncos y Las Piedras                       |                                                 |
| Angel Bulerín Ramos                | PNP                                          | Distrito: 37 - Río Grande, Loiza y Canóvanas                           |                                                 |
| Wanda del Valle Correa             | PNP                                          | Distrito: 38 - Canóvanas, Carolina y Trujillo Alto                     |                                                 |
| José F. Aponte Hernández           | PNP                                          | Distrito: Acumulación                                                  |                                                 |
| María de Lourdes Ramos Rivera      | PNP                                          | Distrito: Acumulación                                                  |                                                 |
| José E. Meléndez Ortiz             | PNP                                          | Distrito: Acumulación                                                  |                                                 |
| José E. Torres Zamora              | PNP                                          | Distrito: Acumulación                                                  |                                                 |
| José J. Pérez Cordero              | PNP                                          | Distrito: Acumulación                                                  |                                                 |
| José B. Márquez Reyes              | MVC                                          | Distrito: Acumulación                                                  | Vorsitzender der MVC-Fraktion                   |
| Mariana Nogales Molinelli          | MVC                                          | Distrito: Acumulación                                                  | Stellvertretender Vorsitzender der MVC-Fraktion |
| Denis Márquez Lebrón               | PIP                                          | Distrito: Acumulación                                                  |                                                 |
| Lisie J. Burgos Muñiz              | Proyecto Dignidad                            | Distrito: Acumulación                                                  |                                                 |
| Luis R. Torres Cruz                | Independiente                                | Distrito: 2 - San Juan                                                 |                                                 |

Die Arbeit des Repräsentantenhauses erfolgt in 38 Ständigen Ausschüssen und elf Sonderausschüssen, die sich mit speziellen Themen befassen. Die Verwaltung des Repräsentantenhauses erfolgt durch ein Sekretariat, welches auch die parlamentarische Arbeit der Kammer und seiner Ausschüsse unterstützt sowie Dokumente über den Haushalt und die Staatsfinanzen herausgibt.

## Weblink
- Cámara de Representantes. In: Repräsentantenhaus von Puerto Rico. Abgerufen am 21. Oktober 2024 (englisch).